# Ofenhorn
Das Ofenhorn (3235 m ü. M.) – italienisch Punta d'Arbola – ist ein Berg der Monte Leone-Sankt Gotthard-Alpen, einem Teil der Lepontinischen Alpen an der Grenze des Kantons Wallis, Schweiz und der Provinz Verbano-Cusio-Ossola, Italien.
Im Süden wird es durch das Val Formazza begrenzt.
Die Nordostseite ist durch den Ghiacciaio del Sabbione (Hohsandgletscher) geprägt, dessen Schmelzwässer im Lage del Sabbione (2463 m s.l.m.) gestaut werden und über den Rio del Sabbione abfließen. Am Stausee und in seiner Umgebung liegen die Hütten des CAI, Rifugio Somma Lombardo (2568 m s.l.m.), Rifugio Móres (2504 m s.l.m.) und Rifugio Città di Busto (2482 m s.l.m.), sowie die privaten Hütten Rifugio Claudio e Bruno (2708 m s.l.m.) und Rifugio 3A (2960 m s.l.m.). Auf der Schweizer Seite südwestlich des Gipfels liegt die dem SAC gehörende Binntalhütte (2265 m ü. M.) und westlich die private Mittlebärghütte (2395 m ü. M.).